# Дэвидсон, Робин
Ро́бин Дэ́видсон (англ. Robyn Davidson; род. 6 сентября 1950, Стэнли Парк, Квинсленд, Австралия) — австралийская путешественница и писатель, известная своим одиночным девятимесячным путешествием по австралийским пустыням и написанным ею же романом «Тропы», повествующим об этом путешествии.

## Биография
В 1975 году Робин Дэвидсон приехала в городок Алис-Спрингс, где затем в течение двух лет обучалась работе с верблюдами и выживанию в суровых условиях пустыни. Затем, в 1977 году, она в сопровождении собаки и четырёх верблюдов отправилась из  Алис-Спрингс в путешествие длиной в 2 700 км до берегов Индийского океана. По соглашению с журналом «National Geographic» в пути её периодически навещал фотограф Рик Смолан, делавший репортажи о путешествии. Статья о путешествии была опубликована журналом «National Geographic» в 1978 году и привлекла такой большой интерес, что Дэвидсон решила написать книгу о своем путешествии.
В дальнейшем Робин Дэвидсон занимается изучением жизни кочевых народов. Она изучала разные формы кочевого образа жизни, в том числе в Австралии, Индии (включая путешествия по путям миграции кочевников с 1990 по 1992 годы) и Тибете;  на основе этих исследований чего был создан ряд эссе и снят документальный сериал. 
В настоящее время Робин Дэвидсон живёт в штате Виктория, Австралия.
В 2013 году по роману «Тропы» был снят одноимённый фильм с Мией Васиковской в главной роли.